# Distrito de San Miguel (San Miguel)
El distrito de San Miguel es uno de los trece que conforman la provincia de San Miguel ubicada en el departamento de Cajamarca en el Norte del Perú.  Limita por el Norte con el distrito de Calquis, por el Este con el distrito de Llapa, por el Oeste con los distritos de El Prado y Unión Agua Blanca y por el Sur con la provincia de San Pablo.
Desde el punto de vista jerárquico de la Iglesia católica forma parte de la Diócesis de Cajamarca, sufragánea de la Arquidiócesis de Trujillo.

## Historia
Con el proceso de la independencia, los que eran curatos quedaron constituidos en los distritos de San Miguel y Niepos, integrantes de la provincia de Chota. El año de 1870, al ser creada la provincia de Hualgayoc, dichos distritos pasaron a formar parte de ella, hasta que se promulgó la Ley de Creación de la Provincia de San Miguel, Ley N° 15152, que fue promulgada por el presidente Fernando Belaúnde Terry, el 29 de septiembre de 1964.

## Geografía
La ciudad de San Miguel de Pallaques se encuentra a 2 660 m.s.n.m., en la parte más baja de la región quechua a orillas del río San Miguel.
Tiene muchos centros poblados entre ellos se encuentran Tanón, Tallapampa, Vellavista, etc. Siendo asiento de la catarata del Condac. 

## Capital
Su capital es la ciudad de San Miguel de Pallaques, ubicado a 2.620 m s. n. m. A 06°59’48” L S y 78°50’57” L O.

## Población
La pequeña ciudad de San Miguel de Pallaques, capital de la provincia cajamarquina del mismo nombre, cuenta con 3 088 habitantes. Los grupos étnicos de la región corresponden netamente en su mayoría a nativos campesinos de la zona alta norandina que se encuentran entre Cochán y Tongod hasta Bolívar, destacando los rasgos físicos mestizos.

### Municipales
El primer Alcalde Provincial fue Luis Maximiliano Malca Alvarado.
- 2015 - [2018]]
  - Alcalde electo: Dr. Julio Aníbal Vargas Gavidia, Movimiento Regional Cajamarca Siempre Verde (CSV)
  - Regidores: Elia Elizabeth Mostacero Mendoza (CSV), José Américo Bazán Suárez (CSV), Emeldo Rafael Sánchez Quiroz (CSV), William Alfredo Díaz Palomino (CSV), Orlin Bledy Espinoza Quiroz (CSV), Manuel Israel Chacón Serrano (CSV), Yuli Marilda Alcántara Ramírez (FSC), Manuel Jesús Sánchez Guerrero (DS), Italo Israel Lingán Bardales (MAS).

### Policiales
- Comisario:  PNP.

### Religiosas
- Diócesis de Cajamarca[3]
  - Obispo: Mons. José Carmelo Martínez Lázaro, OAR

## Festividades
Su principal festividad es la de San Miguel que se celebra el 29 de septiembre.

## Clima
Presenta un agradable clima primaveral con una media de 14.8 °C al año. Tiene un clima templado cálido y seco, con invierno frío y verano intensamente lluvioso en los meses de enero, febrero y marzo.

## Turismo
Tiene una vasta gama de puntos ecoturísticos: Las Ventanillas de Jangalá, La Catarata del Condac, Los Bosques de El Prado, Los bellos parajes de Payac, Las pinturas rupestres de las Cuevas de Chiapón - Tanón y las calles de esta ciudad, cuyo punto de encuentro se ubica en su moderno mercado que es copado cada domingo de feria.
La Iglesia de San Miguel Arcángel: Iglesia de adobe, la más alta del país, cuenta con una torre única elevada a 40 metros, netamente de adobe, con un reloj en su parte central, presenta a la bella imagen del Santo Patrono sobre el demonio clavado por la espada de la redención. Tiene además en una de sus paredes laterales dentro de la misma iglesia matriz, una pintura de la "Virgen del Arco" la primera patrona cristiana de los sanmiguelinos, cuadro de la Escuela Quiteña cuya belleza sin igual en la región lo ha hecho merecedor de la atención y restauración por el Instituto Nacional de Cultura (Sede Cajamarca), mostrando una imagen de la Vigen María.